# Karel Nepomucký
Karel Nepomucký (* 20. Juli 1939 in Prag) ist ein ehemaliger tschechoslowakischer Fußballspieler, der als Mittelfeldspieler beim SV Alsenborn von 1969 bis 1974 in der zweitklassigen Regionalliga Südwest 116 Ligaspiele mit 27 Toren absolviert hat.
Der kombinationssichere Spielmacher gewann mit Alsenborn in seiner Debütrunde 1969/70 die Meisterschaft im Südwesten und trat noch in sechs Spielen mit dem SVA in der Bundesligaaufstiegsrunde an. Vor der Station in Alsenborn hatte Nepomucký eine langjährige Karriere bei seinem Heimatverein Slavia Prag absolviert, wo er auch 1964 ein Spiel in der tschechoslowakischen Nationalmannschaft bestritten und dem Kader des Silbermedaillengewinners der Olympischen Spiele in Tokio angehört hatte.

## Laufbahn

### Slavia Prag, bis 1969
Bei den Rot-Weißen vom Stadion Eden, dem Meister der Jahre 1925, 1929–1931, 1933–1935, 1937 und 1947, Slavia Prag, erlebte Karel Nepomucký in seiner Zugehörigkeit zum Ligateam, Jahre der Mittelmäßigkeit. Meisterschaften konnte Slavia in dieser Phase nicht erringen. Die Rückkehr in die 1. Liga glückte in der Runde 1964/65. In der Saison 1965/66 erreichte seine Mannschaft mit dem dritten Rang die beste Platzierung, punktgleich mit Meister Dukla Prag. Mitspieler waren dabei Jan Lála und František Veselý, oftmalige Nationalspieler der Tschechoslowakei. Persönlich erfuhr der Mittelfeldtechniker im Jahr 1964 zwei Auszeichnungen: Er debütierte am 17. Mai in Prag beim Länderspiel gegen Jugoslawien in der Nationalmannschaft. Unter Trainer Václav Jíra war er bei einer 2:3-Niederlage an der Seite von Mitspielern wie Ján Geleta, Vojtech Masný und František Valošek im Mittelfeld aktiv. Im Oktober gehörte er dem Kader bei den Olympischen Sommerspielen in Tokio an; die tschechoslowakische Mannschaft gewann dort unter Trainer Rudolf Vytlačil die Silbermedaille. In der Saison 1968/69 hatte er noch mit Slavia Spiele im Messestädte-Pokal bestritten. In der ersten Runde setzte man sich gegen den Wiener Sport-Club durch, wobei er beim 5:0-Heimerfolg zwei Tore beisteuerte. In der zweiten Runde setzte sich der Hamburger SV knapp mit 4:1-Heimsieg gegen eine 1:3-Auswärtsniederlage durch. Mit 30 Jahren unterschrieb er zur Runde 1969/70 einen Vertrag beim südwestdeutschen Regionalligateam des SV Alsenborn und zog von Prag in die Pfalz.

### SV Alsenborn, 1969 bis 1974
In Alsenborn hatte sich der Kapitän der Weltmeistermannschaft von 1954, Fritz Walter, in seiner neuen Wohnheimat zu einer „betreuenden und beratenden Tätigkeit“ beim heimischen SVA überreden lassen. Im Jahresrhythmus stiegen die „Dorfmannschaft“ von 1963 bis 1965 aus der A-Klasse Westpfalz, über die 2. Amateurliga Westpfalz und 1. Amateurliga Südwest, bis zur Saison 1965/66 in die Regionalliga Südwest auf. In der dritten Regionalligasaison 1967/68 glückte dem SVA erstmals die Erringung der Meisterschaft und der Einzug in die Aufstiegsrunde zur Fußball-Bundesliga.
In seiner ersten Runde in Alsenborn, 1969/70, kam Nepomucký unter dem neuen Trainer Heiner Ueberle als Nachfolger von Spielmacher und Torjäger Lorenz Horr zu 25 Einsätzen, in denen er elf Tore erzielte. Er debütierte am 10. August 1969 bei einem 2:1-Auswärtserfolg gegen den FC Homburg in der Regionalliga. Dem Horr-Nachfolger glückte dabei der 2:1-Siegtreffer. Der SVA gewann die dritte Meisterschaft in Folge. In der Aufstiegsrunde folgten für den Mann aus Prag gegen Arminia Bielefeld, Tennis Borussia Berlin, VfL Osnabrück und den Karlsruher SC sechs Einsätze mit einem Torerfolg. Von 1969/70 bis 1973/74 gehörte er mit insgesamt 116 Ligaeinsätzen in fünf Runden mit 27 Toren durchgehend der  Stammbesetzung in Alsenborn an. In der Saison 1971/72 wurde mit dem dritten Rang unter Trainer Horst Kunzmann knapp der erneute Einzug in die Bundesligaaufstiegsrunde verpasst. In seiner fünften Saison beim SV Alsenborn, 1973/74, kam er unter Trainer Werner Mangold nochmals in 26 Rundenspielen zum Einsatz, in denen er drei Tore beim Erreichen des 10. Ranges erzielte. An der Seite von Mitspielern wie Franz Schwarzwälder (Torhüter), Walter Frosch, Werner Kadel, Ernst Hodel und Gerd Schwickert beendete er im Sommer 1974 die Ära der zweitklassigen Regionalliga. Das sportlich qualifizierte Alsenborn wurde letztendlich aber wegen wirtschaftlicher Gründe nicht in die neue 2. Fußball-Bundesliga aufgenommen, und so endete die höherklassige Karriere des ehemaligen tschechoslowakischen Fußballnationalspielers nach der Saison 1973/74. 